# Volkswagen New Beetle
O Volkswagen New Beetle é a reedição consagrada do antigo Volkswagen Fusca/Carocha (Old Beetle, Bug, Coccinelle, Vocho, Escarabajo, Käfer, Kever, Fusca).
O New Beetle nasceu como um estudo de design, que recebeu o nome-código Concept 1, sob as formas do antigo Fusca, mirando uma reedição do popular Volkswagen, já que a imagem da fábrica ainda estava bastante vinculada ao Fusca. O projeto do novo carro ficou a cargo dos estúdios californianos da Volkswagen.
Em 1997, após a reformulação do Volkswagen Golf europeu, que, à época, chegou a sua 4a. geração, a Volkswagen se utilizou da plataforma e mecânica deste para originar o novo Fusca/Beetle.
E assim aconteceu, em 1997, o mundo conheceu o New Beetle, com formas idênticas ao antigo modelo, porém, com mecânica, suspensão e plataforma do Volkswagen Golf de 4a geração. Dessa forma, o antigo motor traseiro refrigerado a ar, de cilindros contrapostos (boxer) e em posição longitudinal do Fusca foi deixado de lado em favor de um propulsor dianteiro refrigerado a água, de configuração em linha e em posição transversal.

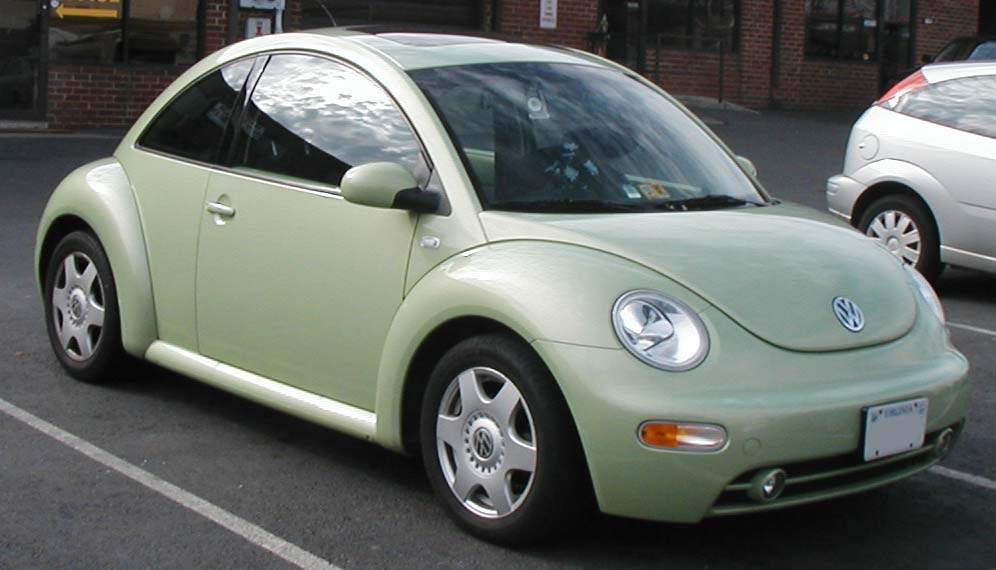
Vista frontal.

O carisma do carro original se manteve, o que confere um apelo emocional de venda, porém, o preço alto evita que o novo VW venda de forma tão avassaladora quanto o seu antecessor, pois o New Beetle nem de longe é um carro popular, já que conta com refinamentos como banco de couro, direção hidráulica, câmbio automático, ar-condicionado, air-bags e reforços estruturais que absorvem e distribuem a energia de um impacto em caso de acidentes.
O New Beetle é fabricado na planta da Volkswagen de Puebla, no México, onde durante 5 anos conviveu com o modelo tradicional, que era montado na linha artesanal ao lado da linha robotizada onde agora o Beetle é hoje produzido, até que o velho Vocho, nome do Fusca no México, deixou de ser produzido, em 30 de julho de 2003, quando o New Beetle se tornou o sucessor legítimo (ao menos na aparência e lembranças) da lenda do Carro do Povo.

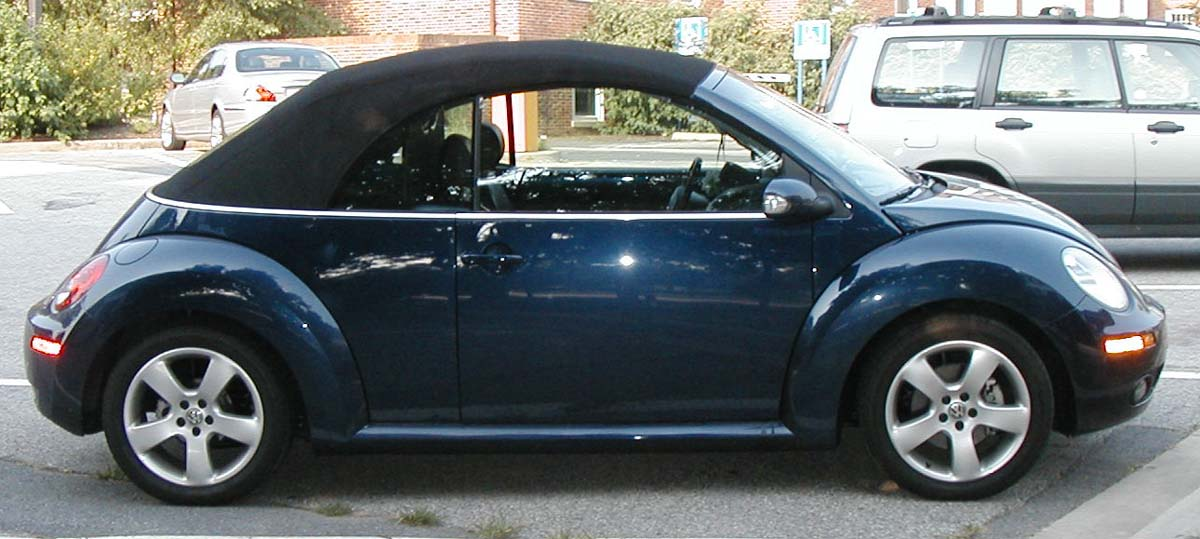
Versão Cabriolet.

Existiu ainda uma versão Cabriolet (conversível) do New Beetle, com capota de lona, reeditando também as linhas do clássico Fusca Cabriolet produzido em conjunto pela Karmann e Volkswagen até 1979. Como predicados, essa versão traz um discreto friso cromado nas laterais e, quando arriada, a capota fica deitada de forma elegante sobre a traseira do carro, pois não é camuflada pelo porta-malas.
Em 2006, o New Beetle recebeu uma reestilização, a primeira em 8 anos, e permanece sendo exportado para a América do Norte, América Latina e Europa.
A gama de motores do New Beetle compreendiu um 1,4l, 1,6l, 1,8l, 1,9lTDI a diesel turboalimentado, 2,0l e 2,5. Todas as versões tem a opção de câmbio automático com tiptronic. A versão exportada para o Brasil foi a com propulsor 2,0l, com opções de câmbio mecânico e automático, em versão comum, de teto rígido, e Cabriolet. Para 2010, a Volks preparou uma versão de despedida para o New Beetle, a versão Final Edition, que será exatamente igual ao Volkswagen Sedán Última Edición, versão final do Fusca no México. A segunda geração, agora chamada Volkswagen Beetle está pronta em 2011 (para o hatch) e 2012 (para o cabriolet). O novo Volkswagen Beetle vai começar as suas vendas para o Brasil até o fim de 2012 ou nos primeros meses de 2013, e vai estacionar automaticamente.

## Curiosidades
- O New Beetle mantém, além do design, algumas características do Vw Sedan, como duas alças na coluna central entre os bancos dianteiros e traseiros, uma alça no painel em frente ao banco ao lado do motorista, e um irreverente vaso para flores ao lado do volante, como nos primeiros Fuscas produzidos na Alemanha até a década de 1950.
- Por muito pouco o New Beetle não seria produzido. Após a apresentação do Concept 1 em 1994, a Volkswagen divulgou informação de que não tinha intenção de produzir o carro. Pouco tempo depois, dadas as pressões do público, a fábrica alemã voltou atrás e pôs o modelo em produção.
- A modernização que atingiu o New Beetle também acabou com outra característica do Vw Sedan, o chassis separado da carroceria. O New Beetle usa estrutura monobloco, onde chassis e carroceria são uma única peça.
- Além de repartir a plataforma (esquema de fixação de motor e suspensão) com o Volkswagen Golf de 4a geração, hoje descontinuado na Europa, o New Beetle também repartia a plataforma com o Audi A3 de 1a geração, hoje também já descontinuado na Europa em favor da sua segunda geração.
- Em razão do motor dianteiro e transversal, o New Beetle também abandonou a conhecida tração traseira do Vw Sedan.
- No dia 22 de novembro de 2010, a apresentadora estadunidense Oprah Winfrey, durante uma edição especial de Natal do seu programa no qual dá presentes a toda a plateia, resolveu, em parceria com a VW, dar para cada pessoa da plateia um exemplar da segunda geração do New Beetle, meses antes de seu lançamento oficial, previsto para Maio de 2011; mas a apresentadora chegou a mostrar uma silhueta de como vai ser o modelo, exibindo a sombra de um protótipo vindo da Alemanha. Em vista disso, os ganhadores só receberão o carro na data apresentada.
- Série especial do Fusca e do New Beetle